# Звездни състезатели
„Звездни състезатели“ (на английски: Ōban Star-Racers) е англоезичен френско-японски аниме сериал, създаден от Савен Итман-Айфел за Sav! The World Productions съвместно с множество международни компании. Оригинално продуциран като късометражен филм със заглавието „Звездната състезателка Моли“, телевизионният сериал е разработен с партньорството на Jetix Europe, анимацията е извършена от Hal Film Maker и Pumpkin 3D. Сериалът е излъчен в повече от 100 държави, включително Япония. В Съединените щати сериалът се излъчва по блоковете на „Джетикс“ по ABC Family и Toon Disney межди юни и декември 2006 г.

## В България
В България сериалът се излъчва по bTV като част от блока „Джетикс“ около 2006 – 2007 г. с български дублаж.